# المدرسة الأسعردية
المدرسة الأسعردية، هي مدرسة وخانقاه ترجع للعصر المملوكي، تقع شمالي الحرم القدسي بين باب العتم، وباب الغوانمة. وتعد آخر المدارس الواقعة داخل الرواق الشمالي للمسجد الأقصى على يمين السائر من جهة الشرق بعد المدرسة الملكية الجوكندرية، ويحدها من الغرب التلة الصخرية التي تقع فوقها المدرسة العمرية. وهي تُنسب إلى التاجر مجد الدين عبد الغني الأسعردي وعُرفت باسمه. تمتاز المدرسة بجمال زخارفها الداخلية والخارجية وحجارتها الملونة وفي واجهتها القبلية محراب بارز خارج الجدار. وهي واسعة تتكون من طابقين يتوسطها صحن مكشوف مربع الشكل، ويحيط بالصحن عدد من الخلاوي الصغيرة ذات المداخل المعقودة، وتتميز بوجود ثلاثة قباب فوقها من جهاتها الشرقية والوسطى والغربية، ولها مسجد واسع يطل نتوء محرابه على ساحات المسجد الأقصى، والذي يمكن الوصول إليها عبره عن طريق درجات من داخله.

## تاريخها
بُنيت المدرسة سنة 760هـ/1358م، ثم أوقفها مجد الدين عبد الغني بن سيف الدين أبي بكر يوسف الأسعردي (المنسوب إلى أسعرد في ديار بكر) في سنة 770هـ/1368م. وكان يطلق عليه لقب الخواجا لأنه تاجراً ثرياً. كما عُرفت المدرسة أيضاً باسم «الخانقاة الأسعردية» لأنها كانت تضم خلاوي للصوفية.
رممها المجلس الإسلامي الأعلى في 1927-1928 إبان فترة الانتداب البريطاني على فلسطين، ونقل إليها دار كتب المسجد الأقصى في (1345هـ/1927م)، وذلك قبل تحولها إلى دار لسكنى آل البيطار حالياً.

## وصفها

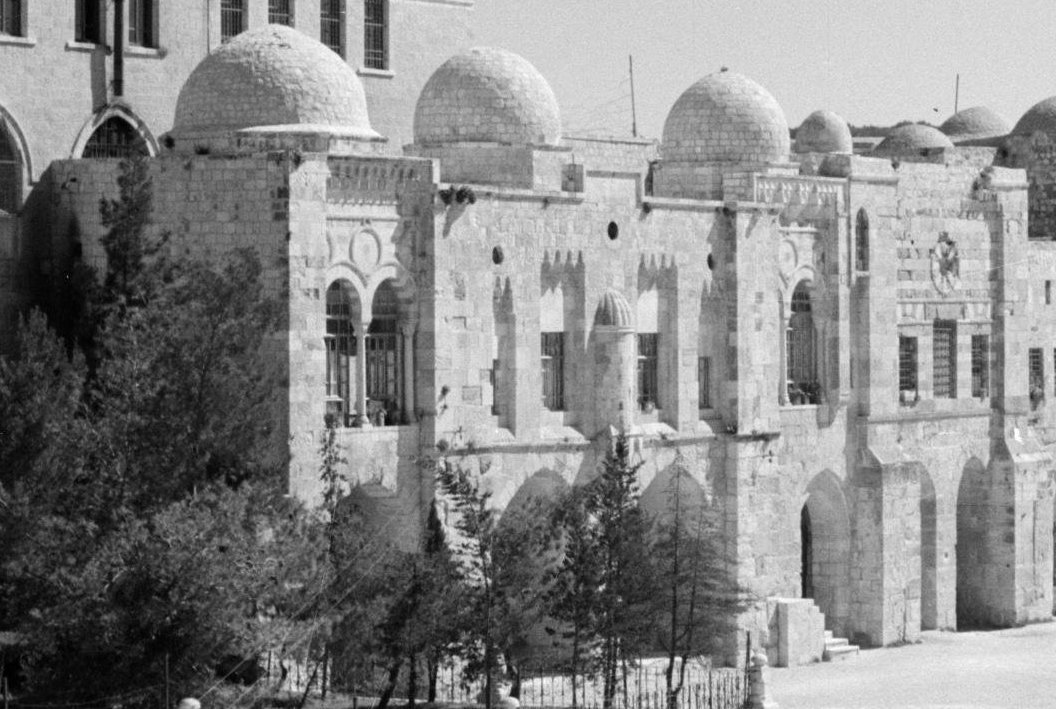
المدرسة الأسعردية، 1950

يقع المبنى الرئيسي بالكامل فوق مستوى الرواق الذي بُني على عدة مراحل قبل بناء الغرف أعلاه. ويمكن الوصول إليها عن طريق درج بني أصلا لخدمة المدرسة المالكية. ولا يعتبر باب المدخل الموجود في الطابق العلوي من الدرج الباب الأصلي للمدرسة والذي لا بد أنه كان قريباً. ويقسم المبنى جدار ضخم يبلغ سمكه أربعة أمتار إلى قسمين شمالي وجنوبي. ويرتبط الجزء الشمالي بالجزء الجنوبي عن طريق تجويف مقبب بنفق. وبجوار المدخل الحالي، يوجد باب ثانٍ في الجدار الجنوبي للشرفة الداخلية يُطل على قاعة مقببة كبيرة فوق الرواق. ويؤدي باب في الجدار الشرقي للقاعة إلى غرفة مقببة شرقية، بينما يؤدي باب مماثل في الجدار الغربي إلى غرفة مقببة غربية أكبر إلى حد ما، ربما أُضيفت لاحقاً. وتطل قاعة المدرسة والغرف المقببة الملحقة بها على الحرم القدسي من الجنوب. ويوجد محراب في وسط الجدار الجنوبي للقاعة ويتميز ببروز خارجي غريب. يوجد إلى الشمال من الرواق الداخلي إيوان مرتفع يشكل الطرف الجنوبي للفناء المفتوح. يحتوي تجويف عميق في الجدار الغربي للإيوان على نصب تذكاري يشير إلى قبر شخص غير محدد، يُفترض أنه المؤسس. ويحيط بالفناء من الجهات الثلاث المتبقية طابقان من الزنازين؛ وسقف الطابق العلوي مستوي مع سقف إيوان القبلة. ويمكن الدخول من الزاوية الشمالية الشرقية للفناء عن طريق درج حلزوني يتيح الوصول إلى الخلاوي العليا.